# San Ramon (Kalifornija)
San Ramon je grad u američkoj saveznoj državi Kalifornija. Prema popisu stanovništva iz 2010. u njemu je živjelo 72.148 stanovnika.